# 파보 위리욀래
파보 일마리 위리욀래(핀란드어: Paavo Ilmari Yrjölä, 1902년 6월 18일 ~ 1980년 2월 11일)는 핀란드의 육상 선수로 1928년 암스테르담 올림픽에서 10종경기 금메달을 획득하였다. 같은 대회에서 포환던지기와 높이뛰기에도 나갔으며, 1924년과 1932년에도 10종경기에 나갔으나 성공적이지 못하였다.
암스테르담에서 100m 허들에 나갈 때 첫번째 달리기에서 4번째 장애물이 똑바로 놓이지 않아 그는 다시 달려야 했다. 세계 기록과 함께 위리욀래가 금메달을 따고, 아킬레스 야르비넨이 은메달을 따면서 핀란드는 10종경기에서 최고의 두 자리를 차지하였다.
그가 경연에 나가는 동안에 위리욀래는 공식적으로 비준된 3개의 세계 기록을 세웠다 - 7820점(1926년), 7995점(1927년)과 8053점(1928년). 그는 1912년 스톡홀름 올림픽에서의 짐 소프보다 더 높은 득점을 얻는 첫 10종경기 선수였다. 소프의 상연은 자신의 아마추어 스포츠로 인하여 공식적으로 기록으로서 인정되지 않았다.
1930년 위리욀래는 8117점으로 또 하나의 기록을 세웠으나 공식적으로 비준되지 않았다.